# Liste der Kulturdenkmäler in Wesertor
Die Liste der Kulturdenkmäler in Wesertor enthält alle Kulturdenkmäler im Stadtteil Wesertor, einem der 23 Gemeindeteile der kreisfreien Stadt Kassel, die in der vom Landesamt für Denkmalpflege Hessen 2005 herausgegebenen Denkmaltopographie veröffentlicht wurden.

## Legende
- Bezeichnung: Nennt den Namen, die Bezeichnung oder die Art des Kulturdenkmals.
- Lage: Nennt den Straßennamen und wenn vorhanden die Hausnummer des Kulturdenkmals. Die Grundsortierung der Liste erfolgt nach dieser Adresse. Der Link „Karte“ führt zu verschiedenen Kartendarstellungen und nennt die Koordinaten des Kulturdenkmals.
- Bauzeit: Gibt die Datierung an; das Jahr der Fertigstellung bzw. den Zeitraum der Errichtung. Eine Sortierung nach Jahr ist möglich.
- Beschreibung: Nennt bauliche und geschichtliche Einzelheiten des Kulturdenkmals, vorzugsweise die Denkmaleigenschaften. In Klammern sollte die Begründung des Denkmalwertes abgekürzt angegeben werden: g = geschichtlich, k = künstlerisch, s = städtebaulich, t = technisch, w = wissenschaftlich.

## Denkmalliste Wesertor

### Denkmalgruppe Lohgerberhäuser
| Bild                                    | Bezeichnung     | Lage                     | Beschreibung                   | Bauzeit     | Daten |
| --------------------------------------- | --------------- | ------------------------ | ------------------------------ | ----------- | ----- |
| Bild gesucht BW                         | Lohgerberhäuser | Am Werr 2, 4, 6, 10 Lage | Wohnhäuser und Werkstätten (g) | 18./19. Jh. |       |
| Lohgerberhaus                           | Lohgerberhaus   | Am Werr 2 Lage           | Wohnhaus (g)                   | 18./19. Jh. |       |
| Lohgerberhaus Am Werr 4 (rechts)        | Lohgerberhaus   | Am Werr 4 Lage           | Wohnhaus (g)                   | 18./19. Jh. |       |
| Lohgerberhaus Am Werr 6 (links)         | Lohgerberhaus   | Am Werr 6 Lage           | Wohnhaus (g)                   | 18./19. Jh. |       |
| Direkt Bild zu diesem Denkmal hochladen | Lohgerberhaus   | Am Werr 10               | Wohnhaus (g)                   | 18./19. Jh. |       |

### Sachgesamtheit Pferdemarkt
| Bild                      | Bezeichnung | Lage                                                           | Beschreibung                                                                | Bauzeit | Daten |
| ------------------------- | ----------- | -------------------------------------------------------------- | --------------------------------------------------------------------------- | ------- | ----- |
| der Pferdemarkt von Osten | Pferdemarkt | Bremer Straße, Kastenalsgasse, Pferdemarkt und Weißer Hof Lage | Komplex mit Wohn- und Geschäftsgebäuden sowie umliegenden Straßen (g, k, s) | 1952/56 |       |

### Einzeldenkmäler
| Bild                                     | Bezeichnung              | Lage                                | Beschreibung | Bauzeit | Daten |
| ---------------------------------------- | ------------------------ | ----------------------------------- | --- | --- | ----- |
| Schule „Am Wall“                         | Schule „Am Wall“         | Schützenplatz 3 Lage                | Grundschule, ältestes genutztes Schulgebäude Kassels (g, k) | 1888 |       |
| weitere Bilder                           | Ruine des Karlshospitals | Weserstraße 2 Lage                  | als „Besserungshaus“ gebaut, ab 1928 als „Karlshospital“ Zufluchtsheim für Bedürftige, ab 1933 Schutzhaftstelle der NSDAP, 1943 zerstört und Ruine bis zum Umbau zu einem Restaurant 2008/2009 (g, k, s) | 1720/21, 1844/45 Umbau, 1889 Wiederaufbau nach Brand, 1919 teilweiser Umbau zu Wohnungen, 1928 weitere Umbauten zum Zufluchtsheim, 1943 Zerstörung, 2008/2009 großer Um- und Wiederaufbau zum Restaurant |       |
| Der Finkenherd vom Karlshospital gesehen | Finkenherd               | Fuldainsel, etwa Weserstraße 4 Lage | Bastion auf einer Fuldainsel als Teil der nachmittelalterlichen Stadtbefestigung (g) | um 1550 |       |
| weitere Bilder                           | Ruine des Zeughauses     | Zeughausstraße 1 Lage               | Reste eines Zeughauses (g, k) | 1580–1611 |       |